# Крістіан Стуані
Крі́стіан Ріка́рдо Стуа́ні Курбе́ло (ісп. Cristhian Ricardo Stuani Curbelo, нар. 12 жовтня 1986, Тала) — уругвайський футболіст, нападник іспанського клубу «Жирона» та екс-гравець збірної Уругваю.

## Клубна кар'єра
Народився 12 грудня 1986 року в містечку Тала. Вихованець футбольної школи клубу «Данубіо». Дорослу футбольну кар'єру розпочав 2003 року в основній команді того ж клубу, в якій провів два сезони, взявши участь у 22 матчах чемпіонату.
Згодом з 2005 по 2008 рік грав у складі команд клубів «Белья Віста» та «Данубіо».
2008 року перебрався до Італії, уклавши контракт з «Реджиною». Після одного з половиною сезону, проведеного в Серії А, наступні три сезони грав в Іспанії, де на умовах оренди захищав кольори «Альбасете», «Леванте» та «Расінга» (Сантандер).

### Еспаньйол
2012 року був орендований черговим представником Ла-Ліги, «Еспаньйолом», який за рік уклав з уругвайцем повноцінний контракт. Провів у барселонській команді три сезони, протягом яких був її основним гравцем, провівши 117 матчів у всіх турнірах і забивши в них 29 голів.

### Мідлсбро
Влітку 2015 року було оголошено про перехід Стуані до представника англійського Чемпіонату Футбольної Ліги «Мідлсбро». У своєму першому сезоні в Англії забив 7 голів у 36 матчах першості. Попри невисоку результативність по ходу сезону, став автором єдиного голу своєї команди у вирішальній грі чемпіонату проти «Брайтон енд Гоув Альбіон», який дозволив «Мідлсбро» здобути нічию з рахунком 1:1. Оскільки нічийний рахунок гри забезпечив «Мідлсбро» вихід до Прем'єр-ліги наступного сезону, економічний ефект цього голу Стуані для його клубу було оцінено у 170 мільйонів фунтів. Продовжив регулярно виходити на поле у складі «Мідлсбро» й у найвищому англійському дивізіоні, проте його 5 голів у 23 матчах не допомогли команді зберегти місце у Прем'єр-лізі.

### Жирона
Влітку 2017 року англійський клуб, що повертався до другого за силою англійського дивізіону, продав уругвайського форварда до «Жирони», яка саме виборола право грати у найвищій іспанській Ла-Лізі. Повернення до добре йому знайомого іспанського футболу позитивно вплинуло на результативність Стуані — в сезоні 2017/18 він із 21 забитим голом став найкращим бомбардиром своєї команди та посів п'яте місце у списку найкращих голеодорів сезону Ла-Ліги. Результативність уругвайського нападника стала важливим фактором загального успіху «Жирони» — абсолютний новачок найвищого іспанського дивізіону фінішував у верхній половині турнірної таблиці сезону, посівши 10 місце.
Наступного року Стуані теж вражав результативністю — 19 голів у 32 матчах Прімери, але «Жирону» це не врятувало від вильоту в Сегунду. У сезоні 2019/20 уругваєць став кращим снайпером турніру — 29 голів та ще 2 голи у матчах за право підвищитися в класі, але тоді це клубу з Бадалони не вдалося. Лише через рік, у сезоні 2021/22 «Жирона» здобула путівку до Прімери, а він вдруге, разом із Борхою Бастоном розділив лаври кращого бомбардира Сегунди, забивши по 22 м'ячі.
За шість сезонів у футболці «Жирони» став кращим бомбардиром команди в історії (116 голів).

## Виступи за збірну
14 листопада 2012 року дебютував в офіційних матчах у складі національної збірної Уругваю. Протягом наступних років регулярно викликався до лав національної команди і в березні 2018 року провів свою 40-ву гру у її складі.
Проте переважна більшість виходів на поле в іграх збірної для Стуані була з лави запасних, на заміну одного з основних форвардів команди — Луїса Суареса або Едінсона Кавані, скласти конкуренцію яким за місце у стартовому складі Крістіану не вдалося. Враховуючи брак ігрового часу на полі в іграх національної команди, під час перших 40 матчів у її складі зміг відзначитися лише 5-ма забитими голами. Загалом провів за національну команду 50 ігор і забив 8 м'ячів.

## Статистика виступів

### Статистика клубних виступів
Станом на 7 липня 2023 року
| Сезон                   | Команда                 | Чемпіонат               | Чемпіонат | Чемпіонат | Національний кубок | Національний кубок | Національний кубок | Континентальні кубки | Континентальні кубки | Континентальні кубки | Інші змагання | Інші змагання | Інші змагання | Усього | Усього |
| Сезон                   | Команда                 | Ліга                    | Ігор      | Голів     | Ліга               | Ігор               | Голів              | Ліга                 | Ігор                 | Голів                | Ліга          | Ігор          | Голів         | Ігор   | Голів  |
| ----------------------- | ----------------------- | ----------------------- | --------- | --------- | ------------------ | ------------------ | ------------------ | -------------------- | -------------------- | -------------------- | ------------- | ------------- | ------------- | ------ | ------ |
| 2003–04                 | «Данубіо»               | A                       | 2         | 0         |                    |                    |                    |                      |                      |                      |               |               |               | 2      | 0      |
| 2004–05                 | «Данубіо»               | A                       | 20        | 4         |                    |                    |                    |                      |                      |                      |               |               |               | 20     | 4      |
| 2005–06                 | «Белья Віста»           | A                       | 6         | 4         |                    |                    |                    |                      |                      |                      |               |               |               | 6      | 4      |
| 2006–07                 | «Белья Віста»           | A                       | 14        | 12        |                    |                    |                    |                      |                      |                      |               |               |               | 14     | 12     |
| Усього за «Белья Віста» | Усього за «Белья Віста» | Усього за «Белья Віста» | 20        | 16        |                    |                    |                    |                      |                      |                      |               |               |               | 20     | 16     |
| 2007–08                 | «Данубіо»               | A                       | 14        | 19        |                    |                    |                    | КЛ+КПА               | 1+2                  | 1+0                  |               |               |               | 17     | 20     |
| Усього за «Данубіо»     | Усього за «Данубіо»     | Усього за «Данубіо»     | 36        | 23        |                    |                    |                    |                      | 3                    | 1                    |               |               |               | 39     | 24     |
| січ. 2007–08            | «Реджина»               | A                       | 12        | 0         | КІ                 | 0                  | 0                  |                      | -                    | -                    |               | -             | -             | 12     | 0      |
| 2008–09                 | «Реджина»               | A                       | 6         | 1         | КІ                 | 3                  | 0                  |                      | -                    | -                    |               | -             | -             | 9      | 1      |
| Усього за «Реджину»     | Усього за «Реджину»     | Усього за «Реджину»     | 18        | 1         |                    | 3                  | 0                  |                      |                      |                      |               |               |               | 21     | 1      |
| 2009–10                 | «Альбасете»             | СД                      | 40        | 22        | КІ                 | 1                  | 0                  |                      | -                    | -                    |               | -             | -             | 41     | 22     |
| 2010–11                 | «Леванте»               | ПД                      | 30        | 8         | КІ                 | 3                  | 2                  |                      | -                    | -                    |               | -             | -             | 33     | 10     |
| 2011–12                 | «Расінг»                | ПД                      | 32        | 9         | КІ                 | 4                  | 4                  |                      | -                    | -                    |               | -             | -             | 36     | 13     |
| 2012–13                 | «Еспаньйол»             | ПД                      | 32        | 7         | КІ                 | 2                  | 0                  |                      | -                    | -                    |               | -             | -             | 34     | 7      |
| 2013–14                 | «Еспаньйол»             | ПД                      | 34        | 6         | КІ                 | 4                  | 1                  |                      | -                    | -                    |               | -             | -             | 38     | 7      |
| 2014–15                 | «Еспаньйол»             | ПД                      | 37        | 12        | КІ                 | 8                  | 3                  |                      | -                    | -                    |               | -             | -             | 45     | 15     |
| Усього за «Еспаньйол»   | Усього за «Еспаньйол»   | Усього за «Еспаньйол»   | 103       | 25        |                    | 14                 | 4                  |                      | -                    | -                    |               | -             | -             | 117    | 29     |
| 2015–16                 | «Мідлсбро»              | ЧФЛ                     | 36        | 7         | КА+КЛ              | 1+3                | 0+4                |                      | -                    | -                    |               | -             | -             | 40     | 11     |
| 2016–17                 | «Мідлсбро»              | ПЛ                      | 23        | 4         | КА+КЛ              | 5                  | 1                  | -                    | -                    | -                    | -             | -             | -             | 28     | 6      |
| Усього за «Мідлсбро»    | Усього за «Мідлсбро»    | Усього за «Мідлсбро»    | 59        | 11        |                    | 9                  | 5                  |                      | -                    | -                    |               | -             | -             | 68     | 17     |
| 2017–18                 | «Жирона»                | ПД                      | 33        | 21        | КІ                 | -                  | -                  | -                    | -                    | -                    | -             | -             | -             | 33     | 21     |
| 2018-19                 | «Жирона»                | ПД                      | 32        | 19        | КІ                 | 2                  | 1                  | -                    | -                    | -                    | -             | -             | -             | 34     | 20     |
| 2019-20                 | «Жирона»                | СД                      | 40        | 31        | КІ                 | -                  | -                  | -                    | -                    | -                    | СК            | 1             | 0             | 41     | 31     |
| 2020-21                 | «Жирона»                | СД                      | 27        | 10        | КІ                 | 2                  | 0                  | -                    | -                    | -                    | -             | -             | -             | 29     | 10     |
| 2021-22                 | «Жирона»                | СД                      | 41        | 24        | КІ                 | 1                  | 0                  | -                    | -                    | -                    | -             | -             | -             | 42     | 24     |
| 2022-23                 | «Жирона»                | ПД                      | 32        | 9         | КІ                 | 2                  | 1                  | -                    | -                    | -                    | -             | -             | -             | 34     | 10     |
| Усього за «Жирону»      | Усього за «Жирону»      | Усього за «Жирону»      | 205       | 114       |                    | 7                  | 2                  |                      | -                    | -                    |               | 1             | 0             | 213    | 116    |
| Усього за кар'єру       | Усього за кар'єру       | Усього за кар'єру       | 543       | 229       |                    | 41                 | 17                 |                      | 3                    | 1                    |               | 1             | 0             | 588    | 247    |

| Дата       | Місто                       | Господарі         | Результат | Гості             | Турнір                       | Голи | Примітки |
| ---------- | --------------------------- | ----------------- | --------- | ----------------- | ---------------------------- | ---- | -------- |
| 14-11-2012 | Гданськ                     | Польща            | 1 – 3     | Уругвай           | товариський матч             | -    | 85'      |
| 14-8-2013  | Повіт Міяґі                 | Японія            | 2 – 4     | Уругвай           | товариський матч             | -    | 67'      |
| 6-9-2013   | Ліма                        | Перу              | 1 – 2     | Уругвай           | Відбір до ЧС 2014            | -    | 25'      |
| 10-9-2013  | Монтевідео                  | Уругвай           | 2 – 0     | Колумбія          | Відбір до ЧС 2014            | 1    | 46' 56'  |
| 15-10-2013 | Монтевідео                  | Уругвай           | 3 – 2     | Аргентина         | Відбір до ЧС 2014            | -    | 90'      |
| 13-11-2013 | Амман                       | Йорданія          | 0 – 5     | Уругвай           | Відбір до ЧС 2014            | 1    | 70'      |
| 20-11-2013 | Монтевідео                  | Уругвай           | 0 – 0     | Йорданія          | Відбір до ЧС 2014            | -    | 60'      |
| 5-3-2014   | Клагенфурт-ам-Вертерзеє     | Австрія           | 1 – 1     | Уругвай           | товариський матч             | -    |          |
| 30-5-2014  | Монтевідео                  | Уругвай           | 1 – 0     | Північна Ірландія | товариський матч             | 1    | 46'      |
| 4-6-2014   | Монтевідео                  | Уругвай           | 2 – 0     | Словенія          | товариський матч             | 1    | 46'      |
| 14-6-2014  | Форталеза                   | Уругвай           | 1 – 3     | Коста-Рика        | ЧС 2014 - 1-й етап           | -    |          |
| 19-6-2014  | Сан-Паулу                   | Уругвай           | 2 – 1     | Англія            | ЧС 2014 - 1-й етап           | -    | 67'      |
| 24-6-2014  | Натал (Ріу-Гранді-ду-Норті) | Італія            | 0 – 1     | Уругвай           | ЧС 2014 - 1-й етап           | -    | 63'      |
| 28-6-2014  | Ріо-де-Жанейро              | Колумбія          | 2 – 0     | Уругвай           | ЧС 2014 - 1/8 фіналу         | -    | 53'      |
| 5-9-2014   | Саппоро                     | Японія            | 0 – 2     | Уругвай           | товариський матч             | -    | 58'      |
| 8-9-2014   | Коян                        | Південна Корея    | 0 – 1     | Уругвай           | товариський матч             | -    | 57'      |
| 10-10-2014 | Джидда                      | Саудівська Аравія | 1 – 1     | Уругвай           | товариський матч             | -    | 76'      |
| 13-10-2014 | Маскат                      | Оман              | 0 – 3     | Уругвай           | товариський матч             | -    | 78'      |
| 28-3-2015  | Агадір (місто)              | Марокко           | 0 – 1     | Уругвай           | товариський матч             | -    | 60'      |
| 6-6-2015   | Монтевідео                  | Уругвай           | 5 – 1     | Гватемала         | товариський матч             | -    | 58'      |
| 13-6-2015  | Антофагаста (місто)         | Уругвай           | 1 – 0     | Ямайка            | Копа Америка 2015 - 1-й етап | -    | 73'      |
| 20-6-2015  | Ла-Серена (Чилі)            | Уругвай           | 1 – 1     | Парагвай          | Копа Америка 2015 - 1-й етап | -    | 46'      |
| 4-9-2015   | Панама                      | Панама            | 0 – 1     | Уругвай           | товариський матч             | 1    |          |
| 8-9-2015   | Сан-Хосе                    | Коста-Рика        | 1 – 0     | Уругвай           | товариський матч             | -    | 46'      |
| 8-10-2015  | Ла-Пас                      | Болівія           | 0 – 2     | Уругвай           | Відбір до ЧС 2018            | -    |          |
| 13-10-2015 | Монтевідео                  | Уругвай           | 3 – 0     | Колумбія          | Відбір до ЧС 2018            | -    |          |
| 25-3-2016  | Ресіфі                      | Бразилія          | 2 – 2     | Уругвай           | Відбір до ЧС 2018            | -    | 81'      |
| 27-5-2016  | Ла-Плата (місто)            | Уругвай           | 3 – 1     | Тринідад і Тобаго | товариський матч             | -    | 46'      |
| 9-6-2016   | Філадельфія                 | Уругвай           | 0 – 1     | Венесуела         | Копа Америка 2016 - 1-й етап | -    |          |
| 7-9-2016   | Монтевідео                  | Уругвай           | 4 – 0     | Парагвай          | Відбір до ЧС 2018            | -    | 76'      |
| 11-10-2016 | Барранкілья                 | Колумбія          | 2 – 2     | Уругвай           | Відбір до ЧС 2018            | -    | 70'      |
| 11-11-2016 | Монтевідео                  | Уругвай           | 2 – 1     | Еквадор           | Відбір до ЧС 2018            | -    |          |
| 24-3-2017  | Монтевідео                  | Уругвай           | 1 – 4     | Бразилія          | Відбір до ЧС 2018            | -    | 58'      |
| 4-6-2017   | Дублін                      | Ірландія          | 3 – 1     | Уругвай           | Відбір до ЧС 2018            | -    | 13'      |
| 7-6-2017   | Ніцца                       | Італія            | 3 – 0     | Уругвай           | Відбір до ЧС 2018            | -    | 46'      |
| 1-9-2017   | Монтевідео                  | Уругвай           | 0 – 0     | Аргентина         | Відбір до ЧС 2018            | -    | 83'      |
| 6-9-2017   | Асунсьйон                   | Парагвай          | 1 – 2     | Уругвай           | Відбір до ЧС 2018            | -    | 67'      |
| 14-11-2017 | Відень                      | Австрія           | 2 – 1     | Уругвай           | Відбір до ЧС 2018            | -    | 68'      |
| 23-3-2018  | Наньнін                     | Уругвай           | 2 – 0     | Чехія             | товариський матч             | -    | 80'      |
| 26-3-2018  | Наньнін                     | Уельс             | 0 – 1     | Уругвай           | товариський матч             | -    | 85'      |
| Усього     |                             | Матчів            | 40        |                   | Голів                        | 5    |          |